# Podkowiec duży
Podkowiec duży (Rhinolophus ferrumequinum) – gatunek ssaka latającego z rodziny podkowcowatych (Rhinolophidae). Maksymalna długość życia tego zwierzęcia wynosi 30 lat i 5 miesięcy.

## Taksonomia
Gatunek po raz pierwszy zgodnie z zasadami nazewnictwa binominalnego opisał w 1774 roku niemiecki przyrodnik Johann Christian Daniel von Schreber nadając mu nazwę Vespertilio ferrum-equinum. Holotyp pochodził z Francji. Podgatunek proximus po raz pierwszy zgodnie z zasadami nazewnictwa binominalnego opisał w 1905 roku duński chiropterolog Knud Andersen nadając mu nazwę Rhinolophus ferrum-equinum proximus. Holotyp pochodził z Gilgit, w Kaszmirze.
Rhinolophus ferrumequinum należy do grupy gatunkowej ferrumequinum, która należy do afro-palarktycznego kladu Rhinolophus, blisko grup gatunkowych maclaudi, fumigatus i xinanzhongguoensis. Dokładna granica zasięgu między R. ferrumequinum i R. nippon jest obecnie niepewna ze względu na brak danych genetycznych z okazów z południowo-wschodniej Azji. Podgatunek creticum jest obecnie uważany za synonim podgatunku nominatywnego, a podgatunek irani jest obecnie synonimem podgatunku proximus. Autorzy Illustrated Checklist of the Mammals of the World rozpoznają dwa podgatunki.

### Etymologia
- Rhinolophus: gr. ῥις rhis, ῥινος rhinos „nos”; λοφος lophos „grzebień”[30].
- ferrumequinum: łac. ferrum „stal, żelazo”[31]; equinus „koński”[32].
- proximus: łac. proximus „bardzo blisko, najbliższy”, forma wyższa od propior, propioris „bliższy”, forma wyższa od prope „blisko”[33].

## Zasięg występowania
Podkowiec duży występuje w południowo-zachodniej Eurazji zamieszkując w zależności od podgatunku:
- R. ferrumequinum ferrumequinum – południowa Europa od Półwyspu Iberyjskiego i Francji na wschód do Rumunii, Bułgarii i Grecji, w tym południowo-zachodnia Wielka Brytania, południowe Niemcy, południowa Polska i Półwysep Krymski, także na większości wysp Morza Śródziemnego (Baleary, Korsyka, Sardynia, Sycylia, Malta, Kreta, Cypr, itp.), w Turcji (Anatolia), w północno-zachodniej Afryce (północne Maroko, północna Algieria, północna Tunezja i północno-zachodnia Libia) oraz region Lewantu[29][28].
- R. ferrumequinum proximus – Kaukaz Południowy, Mezopotamia, południowy Turkmenistan, północny, zachodni i południowy Iran, Afganistan, Tadżykistan, Kirgistan, Pakistan i północne Indie (Kaszmir).

## Morfologia
Długość ciała (bez ogona) 54–71 mm, długość ogona 31–44 mm, długość ucha 19–25 mm, długość tylnej stopy 10–14 mm, długość przedramienia 51–61 mm; masa ciała 13–44 g. Futerko szaro- do czerwonobrązowego, brzuch kremowy; skórzasta narośl na nosie w kształcie podkowy; uszy duże, spiczaste bez koziołka; skrzydła szerokie. Wzór zębowy jest zmienny: I {\displaystyle {\tfrac {1}{2}}} C {\displaystyle {\tfrac {1}{1}}} P {\displaystyle {\tfrac {2}{2}}} M {\displaystyle {\tfrac {3}{3}}} = 30; I {\displaystyle {\tfrac {1}{2}}} C {\displaystyle {\tfrac {1}{1}}} P {\displaystyle {\tfrac {1}{2}}} M {\displaystyle {\tfrac {3}{3}}} = 28; I {\displaystyle {\tfrac {1}{2}}} C {\displaystyle {\tfrac {1}{1}}} P {\displaystyle {\tfrac {2}{3}}} M {\displaystyle {\tfrac {3}{3}}} = 32; I {\displaystyle {\tfrac {1}{2}}} C {\displaystyle {\tfrac {1}{1}}} P Parser nie mógł rozpoznać (SVG (MathML może zostać włączone przez wtyczkę w przeglądarce): Nieprawidłowa odpowiedź („Math extension cannot connect to Restbase.”) z serwera „http://localhost:6011/pl.wikipedia.org/v1/”:): {\displaystyle \tfrac{1}{3}}
 M {\displaystyle {\tfrac {3}{3}}} = 30.

## Ekologia

### Środowisko
Zasiedla tereny otwarte z pasami zakrzewień i zadrzewień, a także lasy. Kryjówki letnie znajduje w jaskiniach, przede wszystkim tych, których wejścia znajdują się po cieplejszej stronie oraz dziuplach, szczelinach skalnych i szparach.

### Tryb życia
Podkowce aktywne są w nocy. Samice tworzą wiosną i latem kolonie rozrodcze (tzw. porodówki), które w porównaniu z innymi gatunkami są niewielkie i liczą do 200 samic. w których rodzą, karmią i wychowują młode. Gatunek owadożerny, zimą zapada w sen zimowy. Latają na wysokości 0,5-3m.

### Pokarm
Pokarm stanowią duże owady latające, głównie ćmy.

## Rozmnażanie i rozwój
Okres godowy trwa jesienią i zimą. Długość ciąży wynosi ok. 90 dni. Na miejsce rozrodu wybierają głównie strychy, rzadziej piwnice czy jaskinie. Samica rodzi jedno młode. Młode po tygodniu otwiera oczy, a w 3-4 tygodniu życia jest zdolne do lotu. Ssie 6-8 tygodni, po czym jest samodzielne. Maksymalna długość życia podkowca wynosi 30 lat i 5 miesięcy.

## Ochrona
W Czerwonej księdze gatunków zagrożonych Międzynarodowej Unii Ochrony Przyrody i Jej Zasobów został zaliczony do kategorii LC (ang. Least Concern „najmniejszej troski”). W Polsce jest objęty ścisłą ochroną gatunkową, wymagający ochrony czynnej. Dodatkowo obowiązuje zakaz umyślnego płoszenia lub niepokojenia, jak również fotografowania, filmowania lub obserwacji, mogących powodować płoszenie lub niepokojenie.